# Luc Delahaye
Luc Delahaye (* 1962 in Tours, Frankreich) ist ein französischer Fotograf.

## Werk
Seit 1989 arbeitete Delahaye als Kriegsfotograf. Für seine Fotoserie Winterreise über das postkommunistische Elend Russlands erhielt er 2000 den Leica Oskar Barnack Award. Einige Jahre war er Mitglied der Fotoagentur Magnum. In seiner Publikation "History" (2003) publizierte er Fotos, die seine Abkehr vom Fotojournalismus dokumentieren. Er bewegt sich in dem gleichen Themenkreis wie früher - die Krisenherde unserer Zeit im mittleren Osten, Palästina und Osteuropa. Jetzt aber schafft er wenige großformatige Tableaus, die in der Tradition der Historienmalerei eine geschichtliche Lage prägnant fassen. Seine Ästhetik bleibt dabei den Mitteln des Fotojournalismus verpflichtet. Die einzelne Aufnahme führt jedoch, ausgehend von dem geschilderten Moment, zu einem Verständnis seiner historischen Bedeutung.
Delahayes Serie Portraits/I (1996) weist Ähnlichkeiten mit der Serie Arakan des japanischen Fotografen Manabu Yamanaka auf. Sie besteht aus zehn großen Schwarzweißaufnahmen, die Pariser Obdachlose zeigen. Während Yamanaka vor dem Fotografieren eine intensive Beziehung zu den Abgebildeten aufbaute, bat Delahaye die Obdachlosen auf der Straße darum, sich in einer Fotobox ablichten zu lassen. Da der Fotograf bei der Aufnahme nicht anwesend war, unterscheidet sich der Blick auf die Abgebildeten von dem Yamanakas. Außerdem lässt die Close-Up-Perspektive, anders als Yamanakas weiter vom Obdachlosen entfernte Position, an Passbilder denken.

## Einzelausstellungen (Auswahl)
- 2006 Sprengel Museum, Hannover
- 2005 La Maison Rouge, Paris
- 2004 "History." The Cleveland Museum of Art, Cleveland, USA
- 2004 "Fragments of History." Huis Marseille, Amsterdam
  - "History and Winterreise." National Museum of Photography, Film & Television, Bradford, Großbritannien
- 2003 "History." Ricco/Maresca Gallery, New York, N.Y.

## Gruppenausstellungen
- Une Histoire (Art, Architecture, Design, des années 80 à nos jours). Musée National d’Art Moderne – Centre Georges-Pompidou (Paris, 2014)
- Le Mur. La Maison Rouge (Paris, 2014)
- Rencontres Internationales de la Photographie. Rencontres d’Arles (Arles, 2014)
- Les Désastres de la guerre. Louvre-Lens (Lens, 2014)
- Une Photographie sous tension. Musée Nicéphore-Niépce (Chalon-sur-Saône, 2014)
- Damage Control - Art and Destruction Since 1950. Hirshhorn Museum and Sculpture Garden (Washington, 2013)
- Histoire: regard d'artistes. Hôtel des Arts (Toulon, 2013)
- Sous influences. La Maison Rouge (Paris, 2013)
- Lens Drawing. Marian Goodman Gallery (Paris, 2013)
- Seduced by Art. National Gallery (London, 2012)
- Power. Saatchi Gallery (London, 2012)
- Viewpoint. Huis Marseille (Amsterdam, 2012)
- La Triennale, Intense Proximité. Palais de Tokyo (Paris, 2012)
- The History of War Photography. Museum of Fine Arts (Houston, 2012)
- Making History. Museum für Moderne Kunst & Frankfurter Kunstverein (Frankfurt, 2012)
- The Dwelling Life of Man. Photographs from the Martin Z. Margulies Collection. Fundació Foto Colectania (Barcelona, 2012)
- Hors les murs. Galerie Nathalie Obadia (Brüssel, 2012)
- New Documentary Forms. Tate Gallery of Modern Art (London, 2011)
- Conversations. Photography from the Bank of America Collection. Museum of Fine Arts (Boston, 2011)
- My Paris, Collection Antoine de Galbert / A Selection. Me Collectors Room Berlin / Stiftung Olbricht (Berlin, 2011)
- Ainsi Soit-il, Collection Antoine de Galbert - Extraits. Musée des Beaux-Arts (Lyon, 2011)
- Embarrassment of Riches: Picturing Global Wealth. Nerman Museum of Contemporary Art (Kansas City, 2011)
- The Unseen Eye. George Eastman House (Rochester, 2011)
- In camera and in public. Centre for Contemporary Photography (Melbourne, 2011)
- Embarrassment of Riches: Picturing Global Wealth. Minneapolis Institute of Art (Minneapolis, 2010)
- Questioning History. Nederlands Fotomuseum (Rotterdam, 2009)
- Mi Vida. From Heaven to Hell. Kunsthalle (Budapest, 2009)
- Between Memory & History: From the Epic to the Everyday. Museum of Contemporary Art Toronto Canada (Toronto, 2008)
- Panoramic Scenes. Centre de la photographie Genève (Genf, 2008)
- Photographies, Nouvelles acquisitions 2003-2007. Musée National d’Art Moderne – Centre Georges-Pompidou (Paris, 2007)
- Kopf an Kopf, Serielle Porträtfotografie. Kunsthalle Tübingen (Tübingen, 2007)
- Artist’s Choice. Institut Néerlandais (Paris, 2007)
- Krakow Photo Month. (Krakau, 2007)
- Documents, Memory of the Future. Museo de Arte Contemporáneo de Vigo (Vigo, 2007)
- Eye Witnesses. Seedamm Kulturzentrum (Pfäffikon, 2007)
- Aura of the Photograph: The Image as Object. Harn Museum of Art (Gainesville, 2006)
- Wanderland. Haus Lange/Haus Ester (Krefeld, 2006)
- Click-Double-click. Palais des Beaux Arts (Brüssel, 2006)
- The Culture of Fear. Federkiel Foundation (Leipzig, 2006)
- Click-Double-click. Haus der Kunst (München, 2006)
- Big Bang. Musée National d’Art Moderne – Centre Georges-Pompidou (Paris, 2006)
- Tunnel Vision. Fotomuseum Antwerpen (Antwerpen, 2006)
- Singuliers. Guangdong Museum of Art (Guangdong, 2005)
- Les Grands Spectacles. Museum der Moderne Salzburg (Salzburg, 2005)
- Deutsche Börse Photography Prize. The Photographer’s Gallery (London, 2005)
- Emergencies. Museo de Arte Contemporáneo de Castilla y León (León, 2005)
- Historias. PHotoEspaña04 (Madrid, 2004)
- Strangers. ICP Triennial. International Center of Photography (New York, 2003)
- Now. Images of Present Time. Mois de la Photo (Montreal, 2003)
- Geometry of the face. Det Nationale Fotomuseum (Kopenhagen, 2003)
- Fragilités. Printemps de Septembre (Toulouse, 2002)
- Connivence. Biennale d’art contemporain de Lyon (Lyon, 2001)
- Puissance de l'Anonyme. Rencontres d’Arles (Arles, 2001)
- In a lonely place. National Media Museum (Bradford, 2001)
- Angående Fotoautomaten. Museet for Fotokunst (Odense, 2000)
- Le temps déborde. Forum Culturel de Seine St Denis (Le Blanc-Mesnil, 2000)

## Publikationen (Auswahl)
- Philippe Blondez (Hrsg.): Découverture. Mit Beiträgen von François Weyergans, François Dagognet, Peter Greenaway, Luc Delahaye. Paris Musées, Paris 2006, ISBN 2-9526046-0-6.
- Luc Delahaye: History. Text von Eugenia Parry. Chris Boot, London 2003, ISBN 0-9542813-1-4.
- Luc Delahaye: Une ville. Le quartier du Mirail à Toulouse. Barral, Paris 2003, ISBN 2-915173-00-1.
- Luc Delahaye: Winterreise. Phaidon Press, London 2000, ISBN 0-7148-3997-3.
- Luc Delahaye: Mémo. Hazan, Paris 1997, ISBN 2-85025-583-1.